# 矢野智彦
矢野 智彦（やの ともひこ、1973年10月31日 - ）は福岡県出身の日本の柔道家。身長176cm。得意技は寝技。現在は環太平洋大学の柔道部監督を務めている。

## 来歴
洞北中学校から静岡県の東海大一高校へ進むが、この当時は大きな実績を上げることはなかった。
1992年に国際武道大学へ進むと、寝技の名手として知られる柏崎克彦の指導を受けて、1年の時にジュニア体重別71kg級で3位、2年の時には優勝を飾った。ブルガリア国際でも優勝した。3年の時には講道館杯で3位となった。4年の時には正力杯の決勝で東海大学4年の中村兼三と寝技のスペシャリスト同士の対戦となるが、判定で敗れて2位に終わった。
1996年には東芝プラント建設の所属となった。実業個人選手権で優勝すると、講道館杯でも初優勝を飾った。1997年の選抜体重別で3位に入ると、新階級区分となった講道館杯の73kg級で2連覇を果たした。1998年の実業個人選手権では3位だったが、講道館杯では3連覇を達成した。1999年の講道館杯では3位にとどまった。
引退後は会社の柔道部監督に就任した。さらに、2007年に新設された環太平洋大学女子柔道部の監督になると、総監督であるバルセロナオリンピック71kg級金メダリストの古賀稔彦とともに指導にあたることになった。その一方で、弘前大学の大学院博士課程で古賀とともに社会医学を専攻した。2012年には創部6年目にして優勝大会でチームに優勝をもたらした。また、これまでに2015年の78kg級世界チャンピオンの梅木真美や、2014年の世界選手権70kg級2位のヌンイラ華蓮などを指導した。

## 戦績
71kg級での戦績
- 1992年 -　ジュニア体重別　3位
- 1993年 -　ジュニア体重別 優勝
- 1994年 -　ブルガリア国際　優勝
- 1994年 -　講道館杯　3位
- 1995年 -　正力杯　2位
- 1996年 -　実業個人選手権　優勝
- 1996年 -　講道館杯　優勝
- 1997年 -　選抜体重別　3位

73kg級での戦績
- 1997年 -　講道館杯　優勝
- 1998年 -　実業個人選手権　3位
- 1998年 -　講道館杯　優勝
- 1999年 -　国体　成年男子の部　優勝
- 1999年 -　講道館杯　3位

(出典、JudoInside.com)